# Antonio Rodríguez del Busto
Antonio Rodríguez del Busto (Ribadeo, 1848 - Córdoba, 3 de agosto de 1928) fue un escritor y periodista español.

## Biografía
En plena juventud, llegó a la entonces Confederación Argentina. Se trasladó a la ciudad de Córdoba, donde se casó con Jerónima Escuti Funes. Hombre de espíritu apasionado por la cultura y periodista de acerada pluma, hizo fortuna. Al notar que la ciudad de Córdoba tendía a expandirse a la zona que actualmente conforma el barrio Alta Córdoba, compró esas tierras. En 1886 formó una sociedad urbanizadora con Marcos N. Juárez y Ramón J. Cárcano y, dos años después, comenzó la venta de terrenos.
Fue intendente de la ciudad de Córdoba entre el 18 de abril y el 12 de mayo de 1887. Escribió en publicaciones como El Moro Tarfe y El Jaspe, dirigió el diario El Interior y, en 1890, fundó El Debate.
En los libros que publicó, analizó de manera aguda cuestiones históricas y de su época. Falleció el 3 de agosto de 1928.